# (2704) Julian Loewe
(2704) Julian Loewe (1979 MR4) – planetoida z pasa głównego asteroid okrążająca Słońce w ciągu 3,69 lat w średniej odległości 2,39 j.a. Odkryta 25 czerwca 1979 roku.